# Araripesuchus
Genre
Espèces de rang inférieur
- † Araripesuchus gomesii Price, 1959 (espèce type)
- † Araripesuchus wegeneri Buffetaut, 1981
- † Araripesuchus patagonicus Ortega et al., 2000
- † Araripesuchus buitreraensis Pol & Apesteguia, 2005
- † Araripesuchus tsangatsangana Turner, 2006
- † Araripesuchus rattoides Sereno & Larsson, 2009

Araripesuchus est un genre éteint de crocodyliformes, un clade qui comprend les crocodiliens modernes et leurs plus proches parents fossiles. Il est généralement rattaché au sous-ordre des Notosuchia (ou notosuchiens en français), et à la famille des Uruguaysuchidae. Ses différentes espèces sont connues dans le Crétacé d'Amérique du sud et d'Afrique, de l'Albien au Maastrichtien, soit il y a environ entre 113 et 66 Ma (millions d'années),.

## Liste des espèces
Six espèces sont rattachées à ce genre, ce qui est un nombre remarquable pour des fossiles de vertébrés de cet âge. 
- † Araripesuchus gomesii Price, 1959 . C'est l'espèce type, découverte dans la célèbre formation géologique de Santana au Brésil, dans un niveau daté vers la fin du Crétacé inférieur (Albien inférieur), soit il y a environ entre 113 et 109 Ma (millions d'années). L'holotype est un crâne possédant une partie de ses mandibules, référencé 423-R. Un autre spécimen, plus complet, est conservé au musée américain d'histoire naturelle sous la référence AMNH 24450[1] ;
- † Araripesuchus wegeneri Buffetaut, 1981. Il a été découvert au Niger dans les grès continentaux de la formation géologique d'Elrhaz, datée également de l'Albien[4],[6]. Cet holotype est conservé au Muséum National d'Histoire Naturelle de Paris, sous la référence MNHN GDF700. L'espèce a ensuite été retrouvée au Cameroun et en Tunisie ;
- † Araripesuchus patagonicus Ortega et al., 2000. Découvert en Patagonie comme son nom d'espèce l'indique, il provient de l'Albien ou du Cénomanien du site d'El Chocón dans la province de Neuquén dans le centre-ouest de l'Argentine[7] ;
- † Araripesuchus buitreraensis Pol & Apesteguia, 2005. Il a été découvert en Argentine dans des sédiments du Cénomanien ou du Turonien. Seul son crâne est connu ; avec une longueur de 13 centimètres est le plus grand parmi les espèces du genre Araripesuchus[8] ;
- † Araripesuchus tsangatsangana Turner, 2006. Il s'agit d'un crâne quasi complet découvert à Madagascar dans la formation géologique de Maevarano dans un niveau daté du Maastrichtien à la fin du Crétacé supérieur, faisant de lui le plus récent des Araripesuchus[5] ;
- † Araripesuchus rattoides Sereno & Larsson, 2009. Connu seulement par un os dentaire avec 14 alvéoles préservées. Il provient de la formation géologique continentale de Kem Kem du Maroc, dans un niveau daté du Cénomanien[6].

## Description

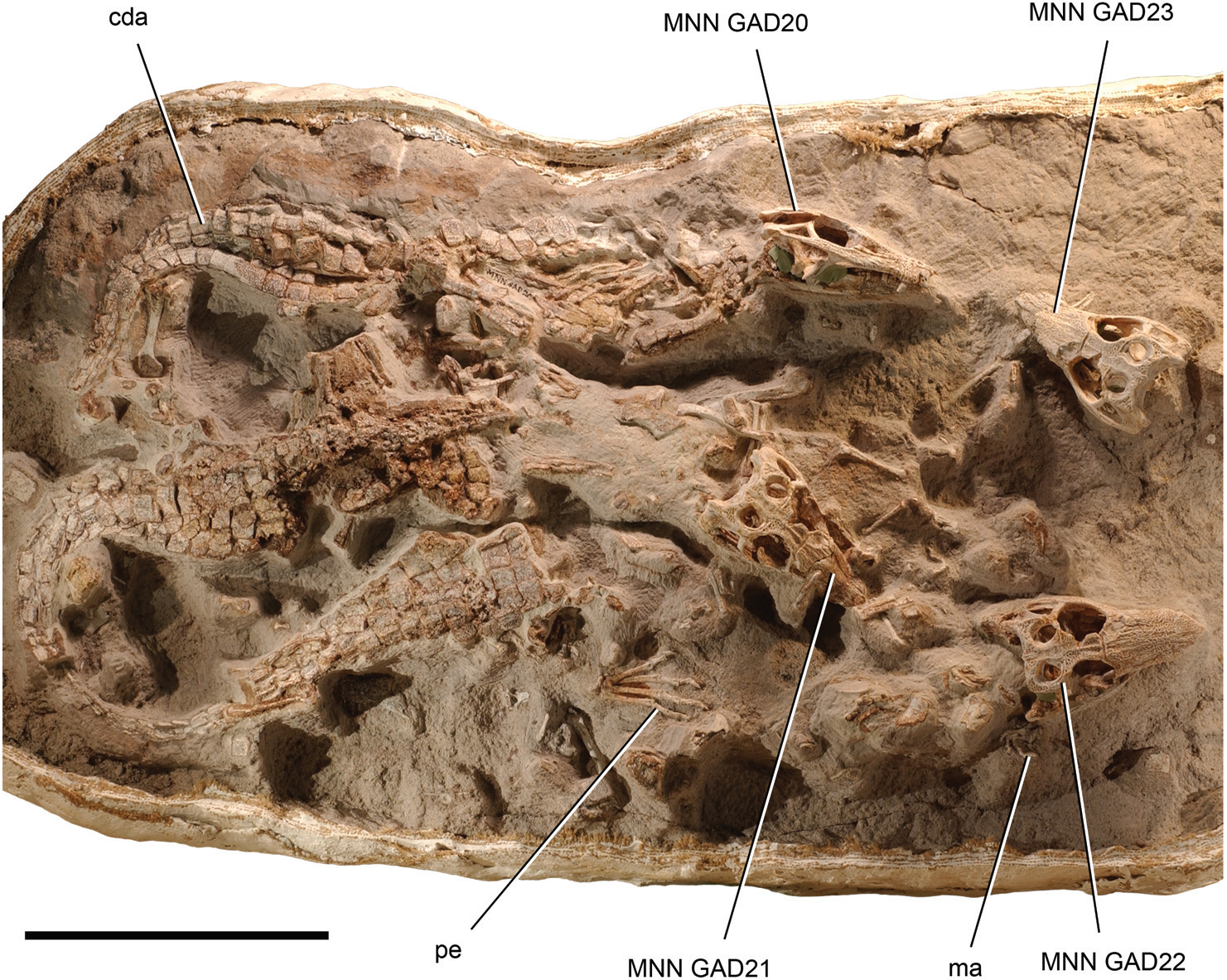
Bloc de sédiments contenant plusieurs spécimens d'A. wegeneri du Niger.

Araripesuchus avait une taille comparable à celle de la plupart des Crocodyliformes, entre 1 et 1,80 mètre, pour une masse de l'ordre de 40 kg. Le genre Araripesuchus se caractérise par ses bords renflés latéralement sur le  museau, en particulier autour de son croc du maxillaire.

## Paléoécologie

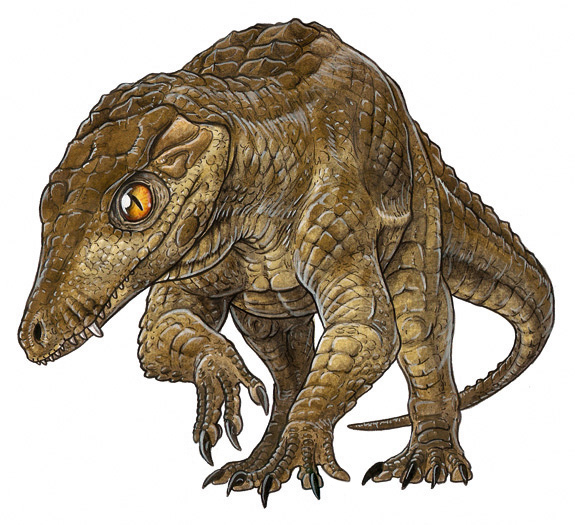
Vue d'artiste d'A. patagonicus.

Tous les restes fossiles d'Araripesuchus ont été découverts en Amérique du sud et en Afrique ce qui indique clairement une origine du genre sur le super-continent du Gondwana.

## Classification
Araripesuchus est un des genres les plus basaux des Notosuchia. Il est généralement rattaché à la famille des Uruguaysuchidae en compagnie des genres Anatosuchus et Uruguaysuchus.